# Ceco
O ceco (português brasileiro) ou cego (português europeu) é a porção inicial do intestino grosso — aquela que antecede o cólon e que recebe o conteúdo proveniente do íleo, no intestino delgado. O ceco está  localizado no quadrante inferior direito do abdómen, mais especificamente na fossa ilíaca direita.
O ceco recebe o quimo, (um líquido pastoso resultante de transformação do bolo alimentar) proveniente do íleo (parte terminal do intestino delgado).
É no ceco que começa a absorção de água e de alguns nutrientes que ocorre no intestino grosso. O ceco está separado do íleo pela válvula ileocecal ou válvula de Bauhin (um pequeno órgão linfático que se assemelha ao dedo de uma luva) e se conecta ao cólon ascendente.